# 曼努埃尔·戈麦斯·佩德拉萨

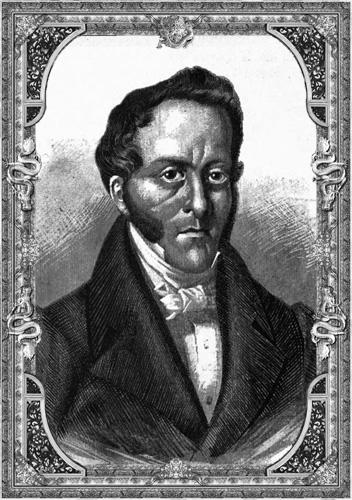

曼努埃尔·戈麦斯·佩德拉萨-罗德里格斯（西班牙語：Manuel Gómez Pedraza y Rodríguez，1789年4月22日—1851年5月14日），曾担任1832年至1833年之间的墨西哥总统。是一位实行共和政策的无党派人士。